# دولت‌آباد (نمین)
دولت‌آباد در ۱۲ کیلومتری شمال شهرستان اردبیل قرار گرفته‌است.

محدودهٔ جغرافیایی آن:
روستای یزن آباد در شمال، یاجیللی(یاجللو) در شمال غربی، دوشان بلاغی و سامیان در غرب و رودخانهٔ رودخانه قره‌سو در جنوب مرزهای آن را تعیین مینماید.
تاریخچهٔ آن بسیار قدیمی می‌باشد. وجود رودخانه قره‌سو در کنار آن منظرهٔ بسیار جالبی را به‌وجود آورده است. زمینهای آن بسیار حاصلخیز و به صورت کشت آبی و دیمی کاشت و برداشت می‌شود. قلهٔ سبلان درغرب آن به‌وضوح قابل رویت است. غروب خورشید درضلع غربی صحنهٔ دیدنی را پدید می آورد.
اسم اصلی و قدیمی این روستا در واقع آخماز میباشد که به زبان ترکی آذربایجانی به معنای جاری نمیشود میباشد.
این روستا دارای مدارس دبستان. راهنمایی دبیرستان و پیش دانشگاهی می‌باشد. این روستا مرکز دهستان دارای ۱۷ تابعه نیز می‌باشد.
محمدرضا سخندان